# Генріх Вільгельм Лудольф
Генріх Вільгельм Лудольф (нім. Heinrich Wilhelm Ludolf; 20 грудня 1655, Ерфурт — 25 січня 1712, Лондон, Сполучене королівство) — німецький (працював в основному в Англії) філолог, автор першої граматики російської мови (1696).

## Біографія
Його дядько, Гіоб Лудольф, — один із засновників сходознавства і африканістики, автор граматики амхарської мови, батько — Генріх (1615—1669) — секретар шведського посольства при укладенні Вестфальського миру, потім чиновник в Ерфурті і радник майнцького курфюрста.
У молоді роки навчився арабської і єврейської мов, потім був секретарем у посла данського короля Крістіана V до англійського двору.
З 1680 року — секретар брата короля Крістіана, принца Георга Данського, який був чоловіком племінниці Карла II Англійського, згодом — королеви Анни. Через хворобу Лудольф залишив цю посаду, але продовжував жити в Англії.
У 1692—1694 роках відвідав Московію, був особисто знайомий з Петром I і патріархом Адріаном, присвятив свою граматику наставнику Петра Борису Голіцину, заступництвом якого користувався. Особливе «підносне» видання, без граматики, але з діалогами і трактатами, Лудольф відправив особисто Петру; в це видання був включений словничок військових термінів.
У 1698 році відвідав Близький Схід — Смірну, Яффу, Єрусалим і Каїр. За пропозицією Лудольфа в Голландії виданий Новий Завіт грецькою мовою для греків Османської імперії. Виступав за створення протестантської місіонерської конгрегації, за зразком католицької, але без прозелітизму по відношенню до православних Сходу, про яких він написав декілька книг.